# Colladonus egenus
Colladonus egenus är en insektsart som beskrevs av Ball 1937. Colladonus egenus ingår i släktet Colladonus och familjen dvärgstritar. Inga underarter finns listade i Catalogue of Life.